# Spoorlijn Horsens - Silkeborg
De spoorlijn Horsens - Silkeborg was een lokaalspoorlijn tussen Horsens en Silkeborg van het schiereiland Jutland in Denemarken.

## Geschiedenis
Op 23 april 1899 werd de lijn tussen Horsens en Bryrup geopend door de Horsens-Bryrup Jernbane (HBJ). De metersporige lijn was met name bedoeld voor ontsluiting van het achterland richting Horsens. Al snel bleek dat de keuze voor meterspoor niet praktisch was omdat er geen rechtstreekse verbindingen voorbij Horsens mogelijk waren. In 1920 werd besloten de lijn om te bouwen naar normaalspoor en te verlengen tot Silkeborg. De HBJ veranderde vervolgens de naam in Horsens-Bryrup-Silkeborg Jernbane (HBS). Door de toename van het wegverkeer na de Tweede Wereldoorlog was de lijn niet meer rendabel te exploiteren en werd gesloten in 1968.

## Huidige toestand
Thans is de volledige lijn opgebroken, met uitzondering van het gedeelte tussen Bryrup en Vrads dat wordt uitgebaat als museumspoorlijn.